# Club Defensores de Cambaceres
O Club Defensores de Cambaceres, conhecido como Defensores de Cambaceres ou simplesmente Cambaceres, é um clube de futebol argentino da cidade de Ensenada, na Buenos Aires. Fundado em 12 de outubro de 1921, suas cores são o vermelho com branco. Atualmente participa da Primera División D, a quinta e última divisão do futebol argentino para as equipes diretamente afiliadas à Associação do Futebol Argentino (AFA), entidade máxima do futebol na Argentina. Seu estádio é o 12 de Octubre, também localizado em Ensenada, no partido (município) de homônimo, pertencente a província de Buenos Aires, tem capacidade aproximada para 9.500 espectadores.

## Historia
O clube foi fundado em 12 de outubro de 1921 por jovens do bairro Cambaceres da cidade de Ensenada. O Club Defensores de Cambaceres foi criado com a finalidade de estabelecer no bairro uma instituição onde os jovens pudessem praticar futebol. Para as cores do clube escolheram as mesmas do Independiente de Avellaneda. Afiliou-se em 1922 à Federación Platense de Fútbol, liga regional amadora constituída em 1913, onde faturou o título de 1924 do torneio da Intermedia Extra (Divisional Extra) e assim subiu para a Primera División da  Liga Platense. Foi campeão da Liga Platense nos seguintes anos: 1927, 1929, 1931, 1934, 1935, 1939, 1941, 1944, 1946, 1950, 1956, e neste último ano despediu-se da Liga Platense com um título de forma invicta. Afiliou-se à Associação do Futebol Argentino (AFA) em 1957, onde estreou na Tercera División de Ascenso (atual Primera D), a quarta e última divisão da AAF na ocasião.
Entre suas feitos nos torneios organizados pela AFA, temos 4 (quatro) títulos da quinta divisão do Campeonato Argentino de Futebol: Tercera de Ascenso de 1959, Primera D de 1976 e as edições de 1990–91 e 1998–99 da Primera C. Além destes, o clube também faturou o título do Torneo Reducido da Primera D de 1984, octogonal ("mata-mata") pelo segundo acesso à Primera C.

## Estádio
Seu estádio é o 12 de Octubre, inaugurado em 1930, e localizado em Ensenada, no partido (município) de homônimo, na província de Buenos Aires. Tem capacidade aproximada para 9.500 espectadores.

## Cronologia no Campeonato Argentino de Futebol
| Período                 | Campeonato                                     | Divisão  | Associação | Ref.  |
| ----------------------- | ---------------------------------------------- | -------- | ---------- | ----- |
| 1957 — 1959             | Tercera División de Ascenso                    | Quarta   | AFA        | [ 1 ] |
| 1960 — 1970             | Segunda División de Ascenso/Primera División C | Terceira | AFA        | [ 1 ] |
| 1971 — 1976             | Primera de Aficionados/Primera División D      | Quarta   | AFA        | [ 1 ] |
| 1977 — 1983             | Primera División C                             | Terceira | AFA        | [ 1 ] |
| 1984                    | Primera División D                             | Quarta   | AFA        | [ 1 ] |
| 1985 — Apertura de 1986 | Primera División C                             | Terceira | AFA        | [ 1 ] |
| 1986–87 — 1990–91       | Primera División C                             | Quarta   | AFA        | [ 1 ] |
| 1991–92 — 1995–96       | Primera División B                             | Terceira | AFA        | [ 1 ] |
| 1996–97 — 1998–99       | Primera División C                             | Quarta   | AFA        | [ 1 ] |
| 1999–00 — 2007–08       | Primera División B                             | Terceira | AFA        | [ 1 ] |
| 2008–09 — 2017–18       | Primera División C                             | Quarta   | AFA        | [ 1 ] |
| Desde 2018–19           | Primera División D                             | Quinta   | AFA        |       |

## Títulos
| NACIONAIS | NACIONAIS          | NACIONAIS | NACIONAIS        |
| Divisão   | Competição         | Títulos   | Temporadas       |
| --------- | ------------------ | --------- | ---------------- |
| Quarta    | Primera División D | 2         | 1959, 1976       |
| Quarta    | Primera División C | 2         | 1990–91, 1998–99 |
| Quarta    | Torneo Reducido    | 1         | 1984             |